# Baluran
Le Baluran est un stratovolcan situé dans l'est de Java. On ne lui connaît pas d'éruption historique, bien qu'il date de l'Holocène.
Le mont Baluran a donné son nom au parc national de Baluran, dont il fait partie.